# Guettarda dictyophylla
Guettarda dictyophylla là một loài thực vật có hoa trong họ Thiến thảo. Loài này được Urb. mô tả khoa học đầu tiên năm 1929.